# Mannert L. Abele
Thiếu tá Hải quân Mannert Lincoln Abele (1903-1942) là một hạm trưởng chỉ huy tàu ngầm trong thế chiến thứ II, được truy tặng Huân chương Chữ thập Hải quân do những hoạt động anh hùng của ông tại Mặt trận Thái Bình Dương.

## Tiểu sử
Abele sinh ngày 11 tháng 7, 1903 tại Quincy, tiểu bang Massachusetts, gia nhập Hải quân Hoa Kỳ vào ngày 12 tháng 8, 1920; trở thành học viên sĩ quan vào tháng 6, năm 1922, và được phong Thiếu úy Hải quân vào ngày 3 tháng 6 năm 1926 sau khi tốt nghiệp từ Học viện Hải quân Hoa Kỳ. Ông tốt nghiệp khóa đào tạo tàu ngầm tại Căn cứ Tàu ngầm Hải quân New London tại Connecticut vào năm 1929, và trước Chiến tranh thế giới thứ hai đã từng chỉ huy các tàu ngầm USS R-13 (SS-90) và USS S-31 (SS-136).
Được thăng lên Thiếu tá vào tháng 1 năm 1940, ông đã tiếp nhận quyền chỉ huy tàu ngầm USS Grunion (SS-216) khi nó nhập biên chế vào ngày 11 tháng 4, 1942, và đưa con tàu rời Trân Châu Cảng ngày 30 tháng 6, trong chuyến tuần tra đầu tiên và duy nhất của mình. Grunion đi đến phía tây Quần đảo Aleut, nơi mà từ ngày 15 đến ngày 30 tháng 7, chiếc tàu ngầm đã đánh chìm hai tàu tuần tra đối phương tải trọng 300 tấn, gây hư hại nặng cho một chiếc thứ ba, và hai lần lẩn tránh thành công các đợt tấn công bằng mìn sâu của đối phương. Do hoạt động chống ngầm dày đặc của đối phương tại vùng biển ngoài khơi đảo Kiska, con tàu được lệnh đi đến đến Dutch Harbor, Alaska vào ngày 30 tháng 7. Tuy nhiên, Grunion và Abele đã không đến nơi và được báo cáo mất tích, và được cho là đã mất vào ngày 16 tháng 8.
Vì hoạt động anh dũng trong hoạt động tuần tra tích cực, Abele đã được truy tặng Huân chương Chữ thập Hải quân.
Ba người con trai của Abele đã tài trợ cho cuộc tìm kiếm chiếc tàu ngầm của cha họ. Vào ngày 23 tháng 8 năm 2007, USS Grunion đã được tìm thấy bởi đội tìm kiếm tại vùng biển Bering, ngoài khơi bờ biển quần đảo Aleut, ở độ sâu khoảng 1000 mét dưới mặt biển.

## Phần thưởng
Submarine Warfare Insignia
|             | Navy Cross                                                  |
|             | Purple Heart                                                |
|             | Combat Action Ribbon                                        |
|             | Second Nicaraguan Campaign Medal                            |
| Bronze star | American Defense Service Medal with one bronze service star |
|             | American Campaign Medal                                     |
| Bronze star | Asiatic-Pacific Campaign Medal with bronze campaign star    |
|             | World War II Victory Medal                                  |
|             | Distinguished Marksmanship Ribbon                           |

## Tên gọi
- USS Mannert L. Abele (DD-733), một tàu khu trục lớp Allen M. Sumner, được đặt tên nhằm vinh danh Thiếu tá Abele.